# 东南大学电仪控制学部
东南大学电仪控制学部是东南大学学部制正式实施后于2010年设立的机构，主要目标在于促进学科交叉融合，整合控制科学与工程、电气工程、仪器科学与技术3个一级学科的，加快成为中国高水平研究型大学。下设电气工程学院、仪器科学与工程科学院、自动化学院。